# Sheshnag
Sheshnag är en sjö i Antarktis. Den ligger i Östantarktis. Norge gör anspråk på området. Sheshnag ligger 41 meter över havet. Den ligger vid sjön Krokevatnet.
I övrigt finns följande vid Sheshnag:
- Dakshin Gangotri (en glaciär)